# Сент-Огаста (Міннесота)
Сент-Огаста (англ. St. Augusta) — місто (англ. city) в США, в окрузі Стернс штату Міннесота. Населення — 3497 осіб (2020).

## Географія
Сент-Огаста розташований за координатами 45°27′2″ пн. ш. 94°11′46″ зх. д. / 45.45056° пн. ш. 94.19611° зх. д. (45.450473, -94.196221).  За даними Бюро перепису населення США в 2010 році місто мало площу 77,21 км², з яких 76,81 км² — суходіл та 0,40 км² — водойми.

## Демографія
Згідно з переписом 2010 року, у місті мешкало 3317 осіб у 1154 домогосподарствах у складі 937 родин. Густота населення становила 43 особи/км².  Було 1184 помешкання (15/км²).
Расовий склад населення:
| - 97,4 % — білих - 0,7 % — азіатів - 0,5 % — чорних або афроамериканців - 0,1 % — корінних американців |

До двох чи більше рас належало 0,9 %. Частка іспаномовних становила 0,6 % від усіх жителів.
За віковим діапазоном населення розподілялося таким чином: 27,1 % — особи молодші 18 років, 64,6 % — особи у віці 18—64 років, 8,3 % — особи у віці 65 років та старші. Медіана віку мешканця становила 36,6 року. На 100 осіб жіночої статі у місті припадало 101,9 чоловіків;  на 100 жінок у віці від 18 років та старших — 106,0 чоловіків також старших 18 років.
Середній дохід на одне домашнє господарство  становив 96 847 доларів США (медіана — 75 536), а середній дохід на одну сім'ю — 107 937 доларів (медіана — 83 472). Медіана доходів становила 56 250 доларів для чоловіків та 41 679 доларів для жінок. За межею бідності перебувало 2,2 % осіб, у тому числі 0,6 % дітей у віці до 18 років та 5,9 % осіб у віці 65 років та старших.
Цивільне працевлаштоване населення становило 1898 осіб. Основні галузі зайнятості: освіта, охорона здоров'я та соціальна допомога — 23,2 %, виробництво — 15,9 %, науковці, спеціалісти, менеджери — 11,5 %, роздрібна торгівля — 9,6 %.